# Élection présidentielle américaine de 1988 en Californie
L'élection présidentielle américaine de 1988 en Californie a lieu le 8 novembre 1988 comme dans les 49 autres États qui composent les États-Unis ainsi que le district de Columbia. Les électeurs californiens choisissent des grands électeurs pour les représenter dans le collège électoral à travers un vote populaire. La Californie possède en 1988 47 grands électeurs. L'État donne l'ensemble de ses grands électeurs au candidat du Parti républicain, le vice-président des États-Unis sortant George H. W. Bush. 
Le candidat vainqueur de ce scrutin dans tout le pays sera également Bush, qui occupera la présidence des États-Unis du 20 janvier 1989 au 20 janvier 1993, date à laquelle Bill Clinton lui succédera. 
Il s'agit de la dernière élection présidentielle au cours de laquelle la Californie a été remporté par le candidat du Parti républicain. 